# Huracán Rafael (2012)
El Huracán Rafael fue la decimoséptima tormenta tropical de la temporada de huracanes del Atlántico de 2012 y se formó a partir de una depresión originada a unos 800 km al SW de las islas de Cabo Verde del 5 al 8 de octubre de 2012. Fue creciendo en intensidad y, sobre todo, en diámetro, formando la tormenta tropical Rafael el 12 de octubre, hasta encontrarse cerca de las Pequeñas Antillas, donde se convirtió en el 9° huracán de la temporada, el 15 de octubre. Debido a su gran tamaño, las lluvias intensas se extendieron a través de las Antillas de Barlovento, Islas Vírgenes (tanto de los Estados Unidos como británicas) y Puerto Rico. Ocasionó daños con sus vientos e inundaciones en las áreas señaladas y se convirtió en huracán el 15 de octubre, moviéndose rápidamente hacia el noreste hacia el archipiélago de las Bermudas, disipándose también de manera rápida. De las 19 tormentas registradas en 2012 (hasta el 23 de dicho mes), 7 pertenecen al mes de octubre, incluyendo los huracanes Nadine, Rafael y Sandy (que alcanzó la denominación de huracán el 23 de octubre), lo cual puede deberse a las características térmicas de este mes explicadas en el artículo sobre la diatermancia.

## Historial meteorológico

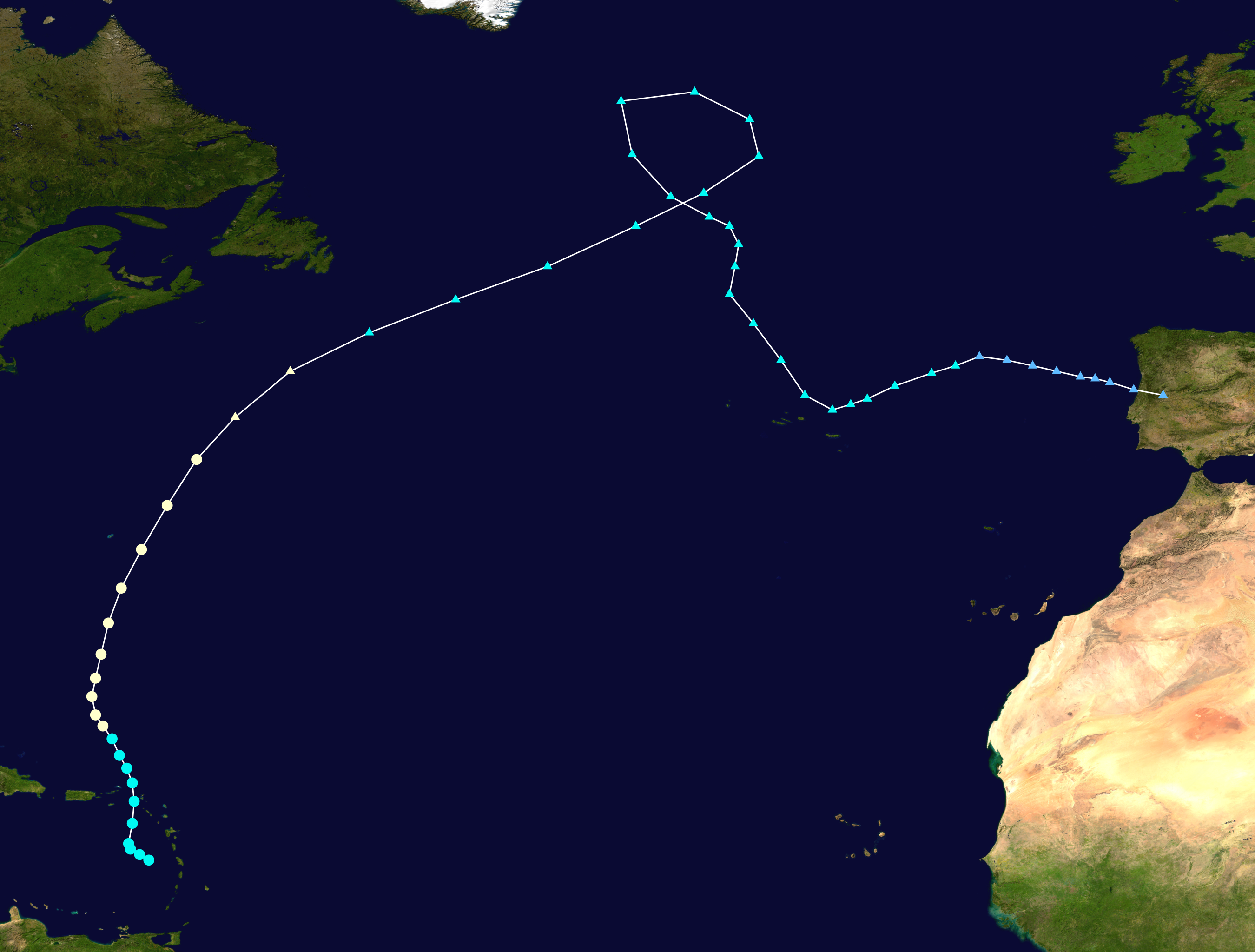
Trayectoria del Huracán Rafael-Oct-2012. Los símbolos indican tormenta tropical: triángulos azules; huracán: círculos azules; tormenta extratropical: círculos amarillos

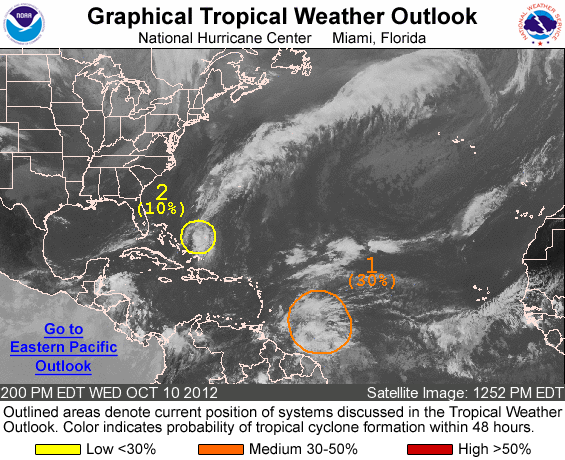
Localización de la tormenta tropical Rafael el 10 de octubre de 2012 al N de la Guayana Francesa y al este de Trinidad, con un pronóstico del 30% de probabilidades de convertirse en huracán. La zona identificada con el número 2 corresponde a la depresión que dio origen a la tormenta tropical Patty

Una onda tropical se formó el 5 de octubre de 2012, casi a medio camino entre las islas de Cabo Verde y América del Sur.

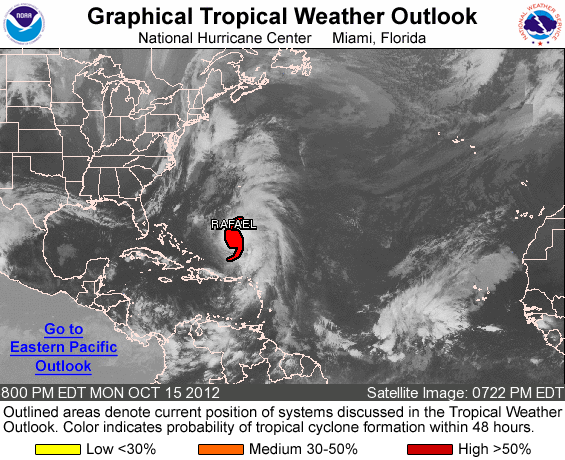
El huracán Rafael el 15 de octubre de 2012, mostrando su larga cola meridional desde las costas de Nicaragua formando un arco que enlaza la América Central, Colombia, Venezuela y las Pequeñas Antillas hasta la anterior ubicación de los restos de la tormenta tropical Patty, absorbidos por Rafael

Al irse desplazando hacia el oeste, esta onda tropical se fue estructurando y compactándose a medida que iba siendo monitoreada por el National Hurricane Center (Centro Nacional de Huracanes de Miami), con lo que fue cambiándose el pronóstico de su posible evolución hasta convertirse en la tormenta tropical Rafael, ya al este de la costa noreste sudamericana, como nos muestra la imagen de satélite que nos indica un 30 % de probabilidades de convertirse en huracán porcentaje que aumentó al 40 % a finales del mismo día. En esta misma fecha se observó una mayor intensidad de los vientos en la periferia septentrional. El 12 de octubre, el sistema tormentoso cruzó las Pequeñas Antillas cerca de la isla de Santa Lucía, ingresando así brevemente al mar Caribe. En la misma fecha, un vuelo de los Cazadores de huracanes confirmó la circulación cerrada de la tormenta tropical Rafael, unos 200 km al oeste-suroeste de Dominica, por lo que el 15 de octubre se cambió su denominación de tormenta tropical a la de huracán (), al alcanzar sus vientos una velocidad de 85 nudos (140 km/h), catalogada en la Categoría 1 (EHSS). Al dirigirse hacia el norte terminó por absorber los restos de la tormenta tropical Patty y dejó sentir sus efectos en Bermuda y Terranova, aunque fue disminuyendo su fuerza al ir encontrando cada vez aguas más frías, disipándose el 17 de octubre (). No obstante ello, Rafael siguió con actividad y con actividad de tormenta extratropical durante varios días más hasta que se disipó definitivamente al llegar a la península ibérica, en territorio portugués ()

## Impacto
Los efectos directos de Rafael se dejaron sentir en el Caribe Oriental, particularmente en las Pequeñas Antillas, Puerto Rico, Bermuda y Terranova, e indirectamente (con lo que popularmente se conoce como coletazo de huracán) en las costas del istmo centroamericano, Colombia y Venezuela, particularmente, en este último país.

### Caribe oriental
- Como tormenta tropical, Rafael golpeó la isla de Guadalupe con lluvias intensas que causaron daños en las viviendas y en especial a los cultivos. De acuerdo con Météo-France, en Basse Terre se registraron 150 mm de lluvia en 3 horas y hasta 300 mm en 48 horas entre el 13 y 14 de octubre. En Grande Terre las lluvias alcanzaron los 200 mm ([4]). Inundaciones y coladas de barro resultantes destruyeron más del 60 % de las cosechas en Grande Terre, mientras que las descargas eléctricas causaron incendios y cortes de luz. Una mujer perdió la vida en Matouba, Saint Claude (Guadalupe), al tratar de conducir su automóvil en una carretera inundada ([5]).

- Las fuertes lluvias en Saint Kitts, alcanzando un monto pluviométrico de 301 mm en 30 horas ([6]) causaron inundaciones y corrimientos de tierra y barro, especialmente alrededor de Basseterre dejando a muchos residentes sin electricidad y sin suministro de agua potable ([7]).

- En Puerto Rico varios comercios y carreteras quedaron inundados ([8]). El tránsito de vehículos en el área quedó paralizado al quedar las carreteras inutilizables y muchos comercios cerraron mientras que duró la tormenta.

### Bermudas
Los vientos, aunque fueron más fuertes de lo que los residentes esperaban, no causaron daños significativos (). El Servicio Meteorológico de Bermudas registró vientos sostenidos de unos 55 km/h con ráfagas que alcanzaron unos 82 km/h. Estos vientos dejaron unas 600 viviendas sin energía eléctrica, de acuerdo con el informe de la Bermuda Electric Light Company. La lluvia, aunque alcanzó los 43 mm, no tuvo efectos importantes dada la pequeña superficie de las islas, lo que facilita el rápido drenaje.

### Terranova
Aunque Rafael no impactó directamente a Terranova, intensos chubascos y mareas de fondo producidas por el ahora ciclón post-tropical Rafael causó daños muy extensos en la Península de Avalon (). De acuerdo con los comentarios locales, el oleaje fue más intenso que el producido durante el huracán Igor de la Temporada de huracanes en el Atlántico de 2010.

### Venezuela
Como ya se ha dicho, los efectos del huracán Rafael se dejaron sentir en Venezuela de manera indirecta cuando era todavía una tormenta tropical que se encontraba al este de Trinidad. Sin embargo, esos efectos contribuyeron a convertir al mes de octubre en el más lluvioso del año 2012 y uno de los más lluviosos en Venezuela de que se tenga noticia. Las lluvias fuertes comenzaron en partes de Venezuela a partir del 10 de octubre y se prolongaron hasta el día 24, cuando la tormenta tropical Sandy se estaba alejando hacia el norte en el Caribe, ya en forma de huracán. En esas dos semanas, los efectos indirectos de las tormentas tropicales Rafael y Sandy resultaron desastrosos: centenares de viviendas quedaron destruidas, pueblos enteros inundados o aislados, carreteras interrumpidas, miles de personas desalojadas o damnificadas y cuantiosos daños en todo el país, muy superiores a los efectos del huracán Rafael en los lugares donde afectó directamente, aunque es justo reconocer que los efectos en Venezuela se deben más a problemas de infraestructura y de otro tipo, que son en su mayor parte, ajenos a la meteorología. Algunos ejemplos periodísticos de los efectos del huracán Rafael se señalan seguidamente:
- Desalojan a 5000 turistas de la montaña de Sorte por desbordamiento del río (domingo 14)[11]
- Río desbordado en Guarenas por lluvias (lunes 15)[12]
- Tormenta en 5 municipios del Zulia (lunes 15)[13]
- Emergencia por lluvias (lunes 15)[14]
- Tormenta Tropical Rafael 12 de octubre[15]
- Huracán Rafael 15 de octubre de 2012[16]